# Konklave 1455
Das Konklave von 1455 (4.–8. April) wählte Alonso de Borja zum Nachfolger von Papst Nikolaus V. Das Konklave war das erste, das im Apostolischen Palast stattfand, in dem fast alle – bis auf fünf – folgenden Konklave abgehalten wurden. Das Konklave war zudem das erste, bei dem bei der Wahl das Akzess-Verfahren angewandt wurde, das von der Vorgehensweise im Römischen Senat abgeleitet wurde: ein Kardinal kann sein Votum nach einem erfolglosen Wahlgang einem Kandidaten geben, der bereits Stimmen erhalten hatte.
Die frühe Niederlage des griechischen Kardinals Bessarion – einem potenziellen Kompromisskandidaten zwischen den Fraktionen der Colonna und der Orsini – ist eine bemerkenswerte Demonstration der anhaltenden Abneigung gegen bestimmte Charakteristika der Ostkirche, wie zum Beispiel bärtige Priester, Jahrhunderte nach dem Morgenländischen Schisma. Obwohl das westliche kanonische Recht Bärte bei Priestern seit mindestens dem 11. Jahrhundert untersagt hatte, wurde das Thema noch im 16. Jahrhundert diskutiert.

## Die Wahl
Das Kardinalskollegium teilte sich im Wesentlichen in zwei Fraktionen auf: die Unterstützer von Prospero Colonna und die von Latino Orsini. Unter den für wählbar gehaltenen Kardinälen waren Barbo, Trevisan, Capranica, Orsini und Bessarion. Capranica erhielt in den ersten drei Wahlgängen die meisten Stimmen, die weiteren Stimmen waren verstreut; Orsini und die französischen Kardinäle sammelten sich gegen Capranica, der Colonna nahestand.
Am 6. April, Ostersonntag, begannen die Fraktionen, neutrale Kandidaten in Betracht zu ziehen. Hier erhielt Kardinal Bessarion acht Stimmen, bis seine Kandidatur durch eine Rede von Alain de Coëtivy vernichtet wurde, indem er Bessarions frühere Zugehörigkeit zur Orthodoxen Kirche ebenso ansprach wie sein Festhalten an griechischen Merkmalen, wie eben seinen Vollbart. Seine Ansprache ist von Augenzeugen wie folgt überliefert:

„„Sollen wir zum Papst, zum Oberhaupt der lateinischen Kirche, einen Griechen, einen bloßen Eindringling wählen? Bessarion trägt noch immer seinen Bart, und fürwahr soll er unser Herr sein! Wie arm muss dann unsere lateinische Kirche sein, wenn wir keinen würdigen Menschen darin finden, sondern auf einen Griechen zurückgreifen müssen, und auch auf einen, der bis gestern den römischen Glauben angegriffen hat! Und weil er jetzt zurückgekehrt ist, soll er unser Meister und der Anführer der christlichen Armee sein? Siehe, so ist die Armut der lateinischen Kirche, dass sie keinen apostolischen Souverän finden kann, ohne auf einen Griechen zurückzugreifen! Oh, Väter! Tut, was ihr für richtig haltet; aber für mich selbst und diejenigen, die mit mir denken, wir werden niemals einem griechischen Oberhaupt der Kirche zustimmen!““

Bessarion unternahm keinen Versuch, sich zu verteidigen, und behauptete, er sei nicht daran interessiert, gewählt zu werden; sein Ruf nach Reformen und Strenge wäre auch bei vielen Renaissance-Kardinälen unpopulär gewesen. Dennoch blieb der berühmte humanistische Gelehrte auch im folgenden Konklave von 1464 ein starker Kandidat.
Es ist bekannt, dass die ersten Abstimmungen am folgenden Ostermontag unorganisiert abliefen; zum Beispiel erhielt der Minorit Antonio de Montefalcone, kein Kardinal, eine Stimme. Der Kern für die erforderliche Zweidrittelmehrheit für Borja bestand wahrscheinlich aus den französischen, spanischen und venezianischen Kardinälen: Trevisan, Coëtivy, Barbo, Orsini, Estaing, Carvajal, Cerdà, Rolin und Torquemada, wobei Borja sehr wahrscheinlich nicht für sich selbst gestimmt hat; andererseits erhielt er fast sicher nicht die Stimmen von Colonna, Capranica und Bessarion.

## Wahlberechtigte
Am Konklave nahmen 15 Kardinäle teil:
| Kardinal                         | Herkunft             | Rang             | Titel(kirche)                                       | Ernannt am                                                              | durch                               | Anmerkungen                                                                                |
| -------------------------------- | -------------------- | ---------------- | --------------------------------------------------- | ----------------------------------------------------------------------- | ----------------------------------- | ------------------------------------------------------------------------------------------ |
| Giorgio Fieschi                  | Ligurien             | Kardinalbischof  | Bischof von Palestrina                              | 18. Dezember 1439                                                       | Eugen IV.                           | Kardinaldekan; Bischof von Albenga                                                         |
| Isidor von Kiew                  | Grieche              | Kardinalbischof  | Bischof von Sabina                                  | 18. Dezember 1439                                                       | Eugen IV.                           | Erzbischof von Ruthenien                                                                   |
| Bessarion                        | Grieche              | Kardinalbischof  | Bischof von Frascati                                | 18. Dezember 1439                                                       | Eugen IV.                           | Lateinischer Patriarch von Jerusalem; Administrator von Mazara del Vallo; Legat in Bologna |
| Alonso de Borja                  | Katalonien           | Kardinalpriester | Santi Quattro Coronati                              | 2. Mai 1444                                                             | Eugen IV.                           | Bischof von Valencia; Papst Calixtus III.                                                  |
| Juan de Torquemada, O.P.         | Spanish              | Kardinalpriester | Santa Maria in Trastevere                           | 18. Dezember 1439                                                       | Eugen IV.                           |                                                                                            |
| Ludovico Trevisan                | Venedig              | Kardinalpriester | San Lorenzo in Damaso, Patriarch von Aquileia       | 1. Juli 1440                                                            | Eugen IV.                           | Camerlengo                                                                                 |
| Pietro Barbo                     | Venedig              | Kardinalpriester | San Marco                                           | 1. Juli 1440                                                            | Eugen IV.                           | später Papst Paul II.; Kardinalnepot; Bischof von Vicenza                                  |
| Juan Carvajal                    | Spanien              | Kardinalpriester | Sant’Angelo in Pescheria, Bischof von Plasencia     | 16. Dezember 1446                                                       | Eugen IV.                           |                                                                                            |
| Antonio Cerdà i Lloscos, O.SS.T. | Katalonien           | Kardinalpriester | San Crisogono, Bischof von Lérida                   | 16. Februar 1448                                                        | Nikolaus V.                         |                                                                                            |
| Latino Orsini                    | Rom                  | Kardinalpriester | Santi Giovanni e Paolo                              | 20. Dezember 1448                                                       | Nikolaus V.                         | Administrator von Bari                                                                     |
| Alain de Coëtivy                 | Frankreich           | Kardinalpriester | Santa Prassede, Bischof von Avignon                 | 20. Dezember 1448                                                       | Nikolaus V.                         | Administrator von Nîmes                                                                    |
| Filippo Calandrini               | Ligurien             | Kardinalpriester | Santa Susanna, Bischof von Bologna                  | 20. Dezember 1448                                                       | Nikolaus V.                         | Kardinalnepot; Camerlengo                                                                  |
| Guillaume d’Estaing, O.S.B.      | Frankreich           | Kardinalpriester | Santa Sabina                                        | 19. Dezember 1449                                                       | Nikolaus V.                         | Bischof von Fréjus                                                                         |
| Domenico Capranica               | Capranica Prenestina | Kardinalpriester | Santa Croce in Gerusalemme, Administrator von Fermo | 23. Juli 1423 (in pectore, ins Kollegium aufgenommen am 30. April 1434) | Martin V. (von Eugen IV. bestätigt) | Kardinalprotopriester; Großpönitentiar                                                     |
| Prospero Colonna                 | Rom                  | Kardinaldiakon   | San Giorgio in Velabro                              | 24. Mai 1426                                                            | Martin V.                           | Kardinalprotodiakon                                                                        |

Nicht am Konklave nahmen 6 Kardinäle teil:
| Kardinal                              | Herkunft    | Rang             | Titel(kirche)                                                | Ernannt am        | durch                      | Anmerkungen                                                    |
| ------------------------------------- | ----------- | ---------------- | ------------------------------------------------------------ | ----------------- | -------------------------- | -------------------------------------------------------------- |
| Pierre de Foix, O.F.M.                | Frankreich  | Kardinalbischof  | Bischof von Albano                                           | September 1414    | Gegenpapst Johannes XXIII. | Legat in Avignon; Administrator von Arles und Dax              |
| Guillaume d’Estouteville, O.S.B.Clun. | Frankreich  | Kardinalbischof  | Bischof von Porto-Santa Rufina, Erzbischof von Rouen         | 18. Dezember 1439 | Eugen IV.                  | Legat in Frankreich; Administrator von Saint-Jean-de-Maurienne |
| Peter von Schaumberg                  | Deutschland | Kardinalpriester | San Vitale, Bischof von Augsburg                             | 18. Dezember 1439 | Eugen IV.                  |                                                                |
| Dénes Szécsi                          | Ungarn      | Kardinalpriester | San Ciriaco alle Terme Diocleziane, Erzbischof von Esztergom | 18. Dezember 1439 | Eugen IV.                  | Kanzler von Ungarn                                             |
| Jean Rolin                            | Frankreich  | Kardinalpriester | Santo Stefano al Monte Celio, Bischof von Autun              | 20. Dezember 1448 | Nikolaus V.                |                                                                |
| Nikolaus von Kues                     | Deutschland | Kardinalpriester | San Pietro in Vincoli                                        | 20. Dezember 1448 | Nikolaus V.                | Bischof von Brixen                                             |